# Grive tavelée
Catharus dryas
Espèce
Statut de conservation UICN

 LC  : Préoccupation mineure
La Grive tavelée (Catharus dryas) est une espèce de passereau de la famille des Turdidae.